# Sergei Alexander Schelkunoff
Sergei Alexander Schelkunoff (Samara, Russie, 27 janvier 1897 - Hightstown, États-Unis, 2 mai 1992) est un mathématicien et physicien russe spécialisé en électromagnétisme.

## Biographie
Sergei Alexander Schelkunoff est né le 27 janvier 1897 à Samara en Russie. Alors qu'il est étudiant à l'Université de Moscou, il est pris par le tumulte de la Première Guerre mondiale et la Révolution Bolchévique en 1917. Enrôlé et entrainé comme officier de l'Armée russe, il combat et chemine à travers la Sibérie, la Mandchourie et le Japon, pour finalement atterrir à Seattle, aux États-Unis, en 1921. Il apprend la langue anglaise et obtient un diplôme de maîtrise de mathématique du Collège d'État de Washington, devenu depuis l'Université de Washington. En 1928, il obtient un doctorat de l'université Columbia. Il épouse Jean Gardiner Kennedy le 4 août 1928. 
Dr Schelkunoff travaille dans les laboratoires de recherche de la compagnie américaine Western Electric, qui devinrent ensuite les Bell Laboratories. En 1933, avec son collègue Sally P. Mead, il étudie la propagation des ondes électromagnétiques dans les guides d'ondes et est le premier à démontrer que les pertes d'atténuation du mode fondamental de propagation d'ondes dans les guides sont inversement proportionnelles à la racine carrée de la fréquence au cube. En 1935, avec ses collègues, il met au point un câble coaxial qui peut transmettre les images de la télévision ainsi que le signal correspondant à un trafic de plus de 200 lignes téléphoniques. Pendant ses 35 ans de carrière aux Bell Laboratories, ses travaux de recherche ont touché à plusieurs domaines tels que le radar, la propagation des ondes électromagnétiques dans les guides, dans les câbles coaxiaux ou dans l'atmosphère, les ondes ultra-courtes, les antennes, les techniques de blindage électromagnétique et de mise à la masse. Il devient directeur adjoint des recherches mathématiques des Bell Laboratories, ainsi que vice-président des relations avec l'université. Dr Schelkunoff a publié quatre livres et une douzaine d'articles scientifiques. Il enseigne pendant 5 ans à l'université Columbia, avant de prendre sa retraite en 1965. L'Institute of Radio Engineers l'a récompensé d'un prix pour sa contribution à la théorie de la transmission des ondes électromagnétiques et l'Institut Franklin lui a décerné une médaille pour ses travaux de recherche en communication et reconnaissance de signal. 
Il meurt à l'âge de 95 ans à Hightstown dans l'État américain du New Jersey.

## Œuvres
Publications
- Electromagnetic Waves in Conducting Tubes, Phys. Rev. 52, 1078 - 1078, November 1937.
- On Diffraction and Radiation of Electromagnetic Waves, Phys. Rev. 56, 308, 1939.
- Electromagnetic waves, New York : D. Van Nostrand Company, 1943.
- Advanced antenna theory, New York : John Wiley & Sons, 1952.
- Antennas: Theory and Practice, Sergei A. Schelkunoff and Harald T. Friis, Bell Telephone Laboratories, New York : John Wiley & Sons, 1952.
- Electromagnetic Fields, Blaisdell Publishing Company/A Division of Random House, 1963.

Brevets
- (en) Brevet U.S. 2372228 -- Ultra short wave radio system -- Bell Laboratories